# Simpson (Kansas)
Simpson è un comune (city) degli Stati Uniti d'America situato tra la contea di Cloud e la contea di Mitchell nello Stato del Kansas. La popolazione era di 86 persone al censimento del 2010.

## Geografia fisica
Simpson è situata a 39°23′04″N 97°55′56″W (39.384460, -97.932291).
Secondo lo United States Census Bureau, ha un'area totale di 0.25 miglia quadrate (0.65 km²).

## Storia
Simpson in origine si chiamava Brittsville, e sotto il nome di quest'ultimo fu progettata nel 1879 da J. J. Britt. La città ha cambiato nome in Simpson nel 1882 in onore di Alfred Simpson, un proprietario che possedeva il terriero originale.
Il primo ufficio postale a Brittsville fu istituito nel giugno 1874 e ha cambiato nome in Simpson nell'aprile 1882.

## Società

### Evoluzione demografica
Secondo il censimento del 2010, c'erano 86 persone.

### Etnie e minoranze straniere
Secondo il censimento del 2010, la composizione etnica della città era formata dal 98,8% di bianchi e l'1,2% di due o più etnie.